# I Don't Need No Doctor
I Don't Need No Doctor è il tredicesimo singolo degli W.A.S.P..
La title track è una cover da Ray Charles.
Registrata nel 1986, la canzone è stata pubblicata per la prima volta nell'album Inside the Electric Circus dello stesso anno. Esiste anche una versione più rara del singolo (vinile rosso), sempre del 1987, comprendente "I don't need no doctor" (live) e "Widowmaker" (live).

## Tracce
1. I Don't Need No Doctor (Armstead, Ashford, Simpson) 03:26  (Ray Charles cover)
2. Widowmaker (Lawless)
3. Sex Drive (Lawless)

## Formazione
- Blackie Lawless - voce, chitarra
- Chris Holmes - chitarra
- Johnny Rod - basso
- Steve Riley - batteria